# Mississippi National River and Recreation Area
La Mississippi National River and Recreation Area est une zone récréative américaine classée National Recreation Area. Créée le 18 novembre 1988, elle protège 218 km2 de part et d'autre du Mississippi dans les comtés d'Anoka, de Dakota, de Hennepin, de Ramsey, de Sherburne, de Washington et de Wright au Minnesota ainsi que dans le comté de Pierce au Wisconsin.